# Mushaus Lindau

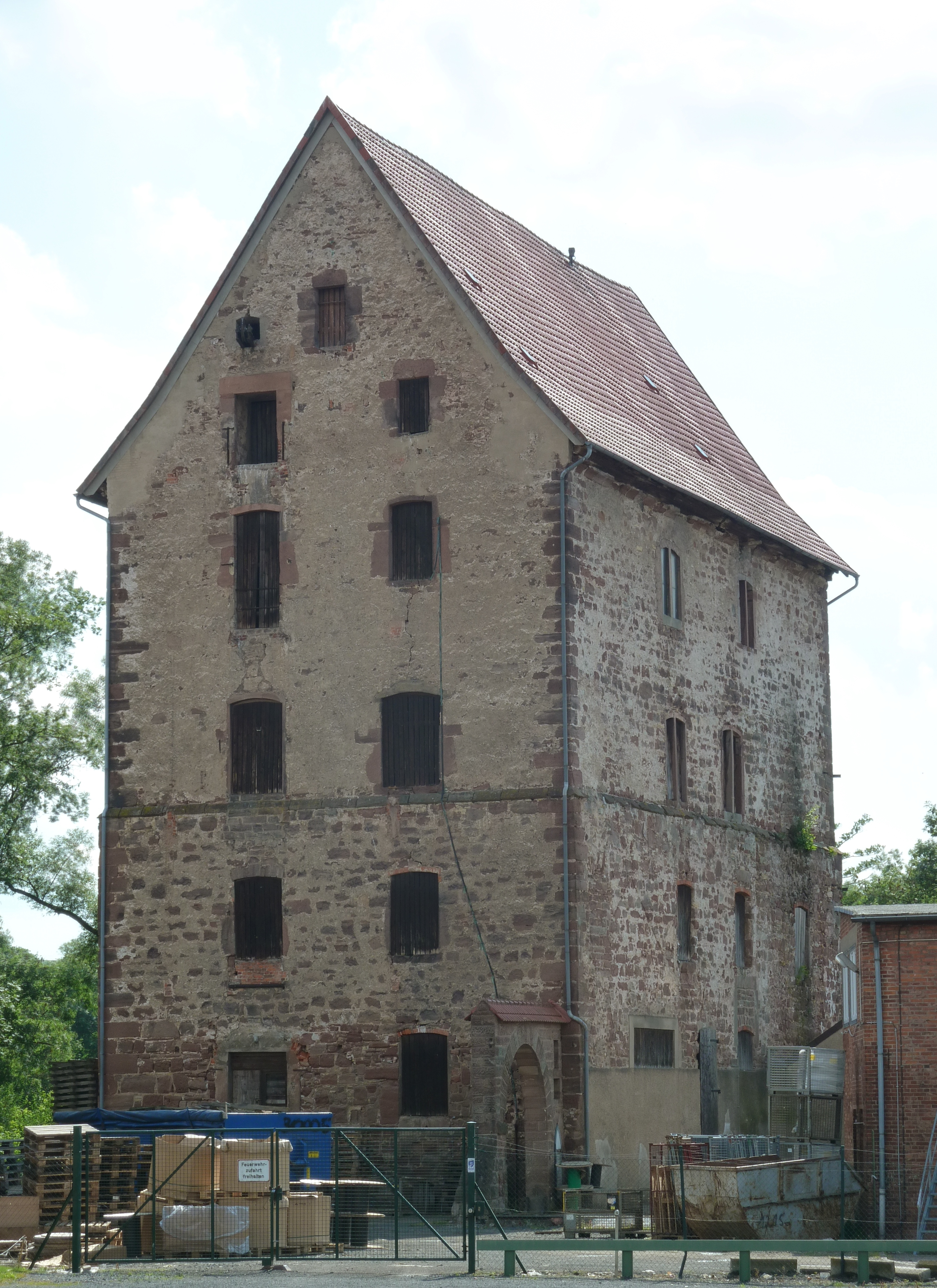
Mushaus Lindau

Das Mushaus Lindau ist ein Anfang des 14. Jahrhunderts erbautes Mushaus in Lindau in Niedersachsen. Es ist der einzige bauliche Überrest der Burg Lindau und gilt als eines der ältesten, komplett erhaltenen Profanbauten in Niedersachsen.

## Beschreibung
Im Grundriss hat das Gebäude eine Länge von 21 Metern und eine Breite von 12 Metern. Es ist etwa 30 Meter hoch. Davon entfallen zwei Meter auf den oberen Bereich des Kellers, 18 Meter auf die vier Stockwerke und 10 Meter auf das Dach mit drei Speicherböden. Die Mauerstärke beträgt im unteren Bereich 2,3 Meter und im oberen Bereich 1,5 Meter. Die Stockwerke haben eine Höhe von 4,5 Meter. Der dritte Stock ist 5,5 Meter hoch. Wegen eines früheren gotischen Fensters aus Sandsteingerippe und einer tischartigen Sandsteinplatte könnte es sich beim dritten Stock um einen Festsaal gehandelt haben. Wahrscheinlich ist, dass das Mushaus nicht nur als Vorrats- und Zeughaus der Burg Lindau diente, sondern als dessen Palas.
Als der Fabrikant August Greve das Mushaus 1872 zur Einrichtung einer Jutespinnerei erworben hatte, beschäftigte er sich eingehend mit dem Gebäude. Bei Ausschachtungen im näheren Umfeld zum Bau von Fabrikgebäuden fand er Mauer- und Grabenreste. Zu seinen Untersuchungen verfasste er einen Bericht, der überliefert ist. Demnach war das Mushaus von einer Burgmauer und einem Burggraben umgeben. Die Mauer lag 14 Meter vom Mushaus entfernt und hatte eine Stärke von 2,3 Metern. Der Burggraben war acht Meter breit und vier Meter tief. Vermutlich wurde er von der nahe liegenden Rhume gespeist.

## Geschichte
Der Hildesheimer Bischof Otto II. erwarb 1322 von den Herren von Plesse den plessischen Anteil an der bereits bestehenden Burg und dem Ort Lindau. Später brachte er sich ganz in den Besitz der Burg und begann mit dem Bau des Mushauses. Das Baujahr lässt sich nicht genau bestimmen, es dürfte aber kurz nach 1322 gewesen sein. Bischof Otto II. bestellte 1337 Gottschalk von Plesse und Heinrich von Hardenberg als Amtmänner. Aus Geldmangel verpfändete der Bischof die Burg ständig. 1434 kam sie zur Hälfte und um 1519 ganz an Kurmainz. Lindau wurde dann Sitz eines mainzischen Amtes, das vermutlich seinen Sitz im Mushaus hatte.

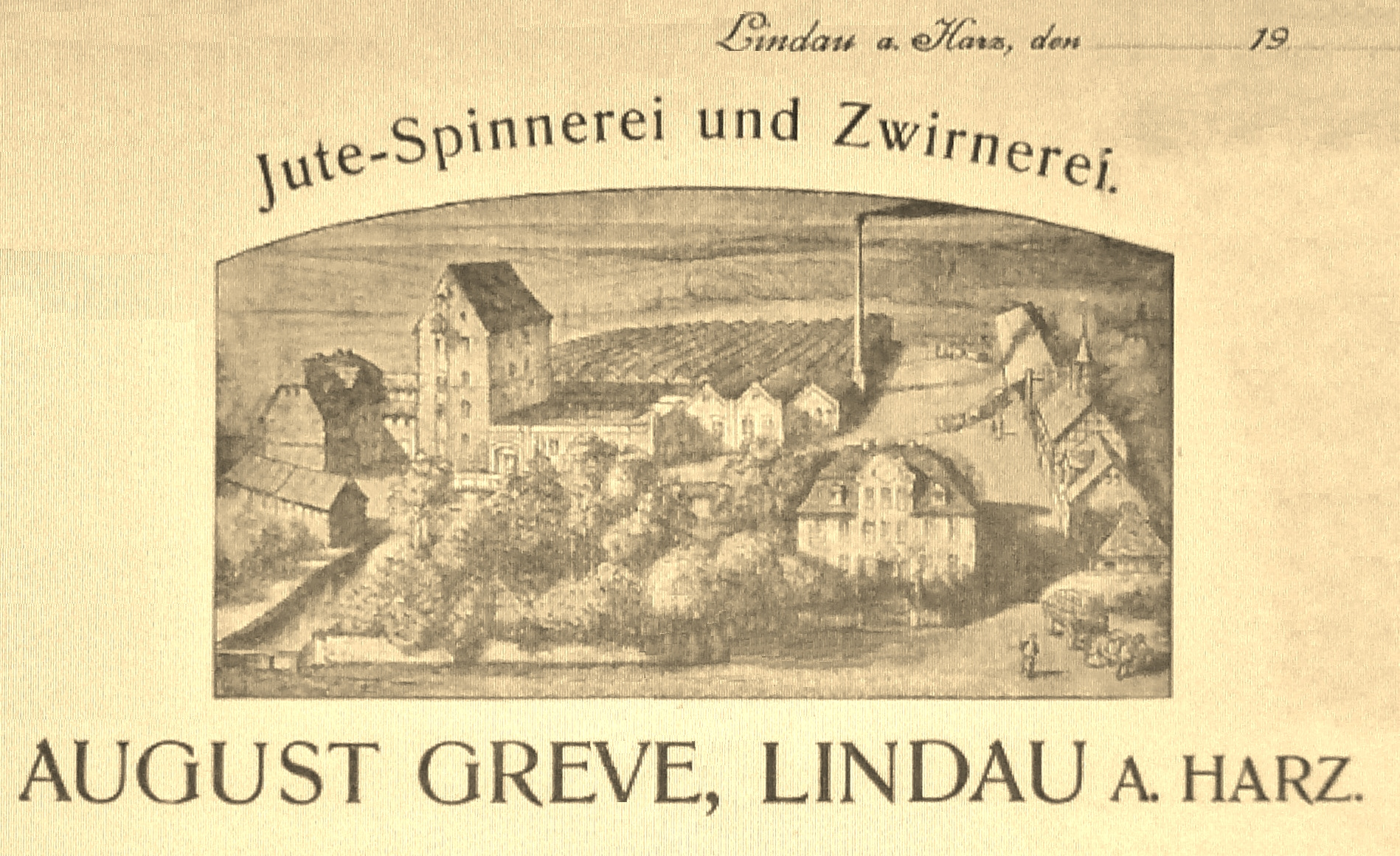
Das Mushaus als Teil einer Fabrik zur Jute-Spinnerei, um 1910

Im Dreißigjährigen Krieg wurde die Burg zerstört. Erhalten blieben nur die Mauern des Mushauses. Nach dem Krieg erfolgte eine Renovierung, von der zwei Bauinschriften zeugen. Sie nennen das Jahr der Renovierung mit 1664 und als Landesherr den Mainzer Erzbischof Johann Philipp von Schönborn. In der ersten Hälfte des 17. Jahrhunderts verlor das Mushaus seine Funktion als Amthaus, als 1741 ein neues Amthaus in Lindau errichtet wurde. Über die weitere Nutzung des Mushauses ist nur bekannt, dass es bis ins 19. Jahrhundert als Zehntscheune diente. 1872 erwarb der Fabrikant August Greve das Mushaus, um darin Jutegarne herzustellen. Als sich das Gebäude dazu nicht eignete, nutze er es als Wohnquartier für Spinnerinnen und als Lagerraum für Maschinen.
Im Zweiten Weltkrieg wurde wegen alliierter Luftangriffe das Planungsamt der Wehrerforschungsmeinschaft des Reichsforschungsrats 1943 aus Hannover nach Lindau verlegt. Unter der Leitung des Rüstungsentwicklers Werner Osenberg bekam das sogenannte Büro Osenberg seinen Sitz im Mushaus, wo es bis Ende März 1945 in Büroräumen arbeitete. In der Nachkriegszeit war ab 1946 das Fraunhofer-Institut für Hochfrequenzforschung, das spätere Max-Planck-Institut für Sonnensystemforschung, im Mushaus untergebracht. In Teilbereichen dauerte die Nutzung bis 1969 an. Danach hatten Gewerbeunternehmen ihren Sitz im Gebäude. Heute ist es ungenutzt.

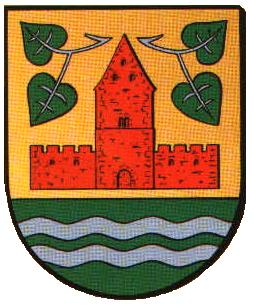
Mushaus auf dem Wappen von Lindau

Seit 1951 ist das Mushaus auf dem Wappen der Ortschaft Lindau abgebildet.